# Памятник-стела на Дороге жизни (Кобона)
 Памятник-стела на Дороге жизни  в деревне Кобона (Кировский район Ленинградской области) установлен в честь героизма и мужества советских людей, в тяжелейших условиях блокады осуществлявших снабжение города Ленинграда, эвакуацию жителей города и доставку различных грузов, обеспечивая по Ладожскому озеру связь города с Большой землёй.

## История
После того, как немецкие и финские войска 8.09.1941 г. замкнули сухопутное кольцо блокады вокруг Ленинграда, Советское государство делало всё возможное в напряженной боевой обстановке и сложных погодных условиях для обеспечения города.
Кобона стала отправной точкой 30-километровой ледовой трассы — Дороги жизни — проложенной по льду Ладожского озера и проходившей от Кобоны на восточном берегу озера до Коккорево, Осиновца и Ваганово на его «ленинградской» стороне, по которой велись эвакуация людей и доставка продовольствия, топлива и боеприпасов в блокадный Ленинград. Дорога стала нитью, которая в суровую зиму 1941—1942 гг. связывала осажденный Ленинград со страной. Название дороги — Дорога жизни — отражает её значение для осаждённого города.
Через Кобону была проложена временная железнодорожная линия до станции Войбокало, рядом был оборудован Кобоно-Кареджский порт, из которого в Ленинград отправлялись грузы в период навигации.

## Описание памятника
Памятник представляет собой гранитную стелу высотой 1.1 м, выполненную из двух гранитных блоков. 
На стеле надпись: «ЧЕРЕЗ КОБОНУ ШЛА ДОРОГА ЖИЗНИ, ОНА, ПРОРВАВ ФАШИСТСКУЮ БЛОКАДУ, СОЕДИНИЛА СЕРДЦЕ ЛЕНИНГРАДА С РОДНОЙ МОСКВОЙ, С СОВЕТСКОЮ ОТЧИЗНОЙ  1941—1943».
Памятник обнесён металлической оградой, в которой имеются ворота со знаками Красной звезды на них.
Установлен 26 января 1964 года.  Авторы проекта и архитекторы  памятника — М. Н. Мейсель,  А. А. Яковлев.  
Стела установлена у места слияния реки Кобоны со Староладожским каналом в центре деревни Кобона.
Постановлением Совета Министров РСФСР № 624 от 12.04.1974 г. памятник  включён в список памятников культуры, подлежащих охране как памятник государственного значения.  Входит в мемориальный ансамбль «Зелёный пояс Славы Ленинграда».  Памятники и мемориалы, входящие в  состав этого ансамбля,  являются объектами  Всемирного наследия ЮНЕСКО.